# El despertar dels zombis
El despertar dels zombis (Dawn of the Dead) és una pel·lícula americano-italiana gore dirigida per George Romero, estrenada l'any 1978. És la segona pel·lícula de la saga de zombies d'aquest director, després de La nit dels morts vivents, de la qual no és ben bé una continuació, sinó una represa que allarga el punt de partida. És igualment el primer opus d'una saga derivada, que continua amb l'Infern dels zombies de Lucio Fulci. Ha estat doblada al català.
El món està trastocat per la proliferació dels morts-vivents, i res no sembla poder-ho contenir. Mentre regna el caos per tot arreu, un grup de quatre persones es refugia en un centre comercial que bloqueja amb la finalitat de protegir-se dels zombies i aconseguir recursos del centre.
Zombie és en principi conegut com la cimera del gore: els cervells exploten, la sang brolla, les entranyes s'escampen. Això ha valgut a la pel·lícula de ser tan admirada com denigrada. Però Zombie és també un pamflet polític, i sobretot una càrrega contra la societat de consum, representada pel centre comercial en el qual els herois, igual que els zombies, imiten la seva vida passada.

## Argument
En el món sencer, els morts han tornat a la vida i ataquen els vius. Un cop mossegats, aquests es transformen al seu torn en zombies. Les autoritats intenten contenir l'epidèmia. L'única manera d'eliminar un zombie és tirar-li una pilota al cap.
Fran es desperta després d'una curta pausa en l'estudi de televisió on treballa. El caos hi regna. Els equips enviats per reparar les estacions desapareixen uns darrere els altres, cosa que provoca la còlera de l'equip contra la direcció. A més, el personal xiula el convidat, un oficial que anuncia mesures radicals i autoritàries per lluitar contra els morts vivents. Steve, pilot de l'helicòpter de l'estudi i amiga de Fran, proposa a aquesta última fugir robant l'aparell.
En el mateix moment, una unitat del SWAT pren un immoble ocupat essencialment per afroamericans i portorriquenys, que rebutgen, com exigeix la llei, destruir els cossos dels seus parents. La intervenció acaba malament: policies i civils moren perquè un dels membres de les forces de l'ordre, obertament racista, no es controla. Després d'haver eliminat els zombies que estaven amagats en el soterrani, Peter troba un dels seus col·legues, Roger. Aquest, amic de Steve que ha de fugir amb ell, proposa a Peter d'unir-s'hi. El grup dels quatre fugitius abandona doncs la ciutat per trobar un refugi.
Després d'haver assistit des del cel a escenes de massacre per la Guàrdia nacional, i escapat per poc a zombies quan omplien el dipòsit, el grup es posa sobre la teulada d'un centre comercial. El seu objectiu és en principi reavituallar-se, cosa que arriben a fer, deixant Fran sola, sense armes, i que va de poc de no ser morta per un zombie. És la raó per la qual és reticent quan els seus companys li proposen d'instal·lar-se en el Centre comercial. Es deixa convèncer finalment.
La instal·lació i la cohabitació no es fan sense problemes. Fran ha d'imposar-se als homes, que prenen decisions sense ella, sobretot després que han descobert que està embarassada. Cal eliminar els zombies que erren com autòmates, record inconscient dels seus antics costums, en el centre comercial. Cal a continuació bloquejar les portes, amb camions cisternes. En aquesta operació, Roger, a qui la caça de zombies fa perdre tota prudència, es mossegat.
El petit grup s'aprofita, durant algun temps, del centre comercial. Fran sembla poc satisfeta d'aquesta vida dedicada només al consum. Aprèn a conduir el helicòpter. Poc després, Peter ha d'abatre Roger, que s'ha transformat en zombie. Els tres sobrevivents continuen fins que una tropa de bikers penetren en el centre per saquejar-lo, obrint les sortides als morts vivents. Steve no suporta aquesta invasió en el que considera la seva propietat. Dispara els bikers. L'intercanvi de trets que segueix serà el final d'alguns d'ells, devorats pels zombies, però també la de Steve, que es transforma en zombie.
Fran decideix fugir en helicòpter. Peter decideix esperar els zombies i tirar-se una pilota al cap, però canvia de parer i agafa la jove. En l'última escena, Fran comprova que li queda poc carburant.

## Repartiment
- David Emge: Stephen
- Ken Foree: Peter
- Scott H. Reiniger: Roger
- Gaylen Ross: Francine
- David Crawford: el doctor Foster
- David Early: Mr Berman
- Richard France: el doctor Milliard Rausch
- Howard Smith: el comentador TV
- Daniel Dietrich: Givens
- Fred Baker: el comandant de les forces de policia
- James A. Baffico: Wooley
- Rod Stouffer: Roy Tucker, un jove oficial sobre una teulada
- Jesse Del Gre: el vell sacerdot
- Clayton McKinnon: un oficial en el pis del projecte
- John Rice: un oficial en el pis del projecte
- Ted Bank: un oficial a la central de la policia
- Patrick McCloskey: un oficial a la central de la policia
- Randy Kovitz: un oficial a la central de la policia
- Joseph Pilato: un oficial a la central de la policia
- Pasquale Buba: un atracador en moto

## Elaboració i fonts

### Del guió a la producció
La idea d'una continuació a la Nit dels morts vivents pessigollejava Romero des de l'estrena de la pel·lícula. Treballant a Jack's Wife té la idea del punt de sortida de El despertar dels zombies, a saber la multiplicació dels morts vivents, i el centre comercial servint de refugi a un petit grup de sobrevivents. Es llança a altres projectes, La nit dels bojos vivents i Martin, esperant poder reunir la suma necessària per produir la seva nova pel·lícula de zombies. Determinat a mantenir-se independent, s'associa amb el productor Richard P. Rubinstein al si de la societat Laurel Production. És gràcies a una col·laboració amb Dario Argento que Romero pot llançar el projecte, per un pressupost d'un milió i meitat de dòlars.

### Creació dels maquillatges i dels efectes especials
Tom Savini, proper al director, no havia pogut participar en el rodatge de la nit dels morts-vivants perquè era al Vietnam com reporter de guerra. A ell li confia la realització dels maquillatges i efectes especials de El despertar dels zombies.
Aquest recurs a un especialista permet uns efectes més realistes que en La nit dels morts vivents, on el blanc i negre dissimulava l'amateurisme dels procediments. Segons certs crítics no obstant això, el maquillatge, sobretot el vermell ataronjat de la sang i el blau pàl·lid dels cadàvers, crearia una distància recordant els colors del centre comercial. Els efectes especials donarien una dimensió "de còmic" a la pel·lícula. La voluntat de burla de Romero és evident, però segons Tom Savini, aquest no era l'objectiu dels efectes especials. En el moment del rodatge, la sang, els litres de líquid comprats a la societat 3M, era realista, vermella, i la pell de les zombies grisa. Però l'equip no hi havia testat el resultat a la pel·lícula. Una vegada desenvolupada Savini s'ha adonat de l'efecte cridaner i irrealista, no desitjat.
En el rodatge, Savini innova en matèria d'efectes especials gore. Per donar-li més violència, fa per exemple filmar al revés l'escena on un matxet s'enfonsa en el cap d'un mort vivent, cosa que dona més impacte a un truc clàssic - la fulla de l'arma segueix el contorn del crani.

### Muntatge i música: diverses pel·lícules
El contracte de coproducció entre Romero i Argento preveu que els drets de la pel·lícula tornen a Laurel Producció pels països anglosaxons i el conjunt del continent americà, a la societat de Argento per tot arreu en un altre lloc. Això inclou el director's cut i la música.
Per això existeixen tres versions de la pel·lícula: el muntatge original, previ a la difusió, el més llarg, efectuat pel realitzador per una projecció test, correntment anomenat « Director's cut »; un segon muntatge americà escurçat a demanda dels distribuïdors, efectuat també per Romero; i el muntatge europeu, efectuat per Dario Argento. L'ambient dels diferents muntatges és veritablement molt diferent. En particular, la versió europea resulta més violenta (efecte reforçat per la música de Goblin), la versió americana més desfasada, fins i tot humorística (com sovint en Romero).
La música és igualment diferent, la de la versió europea és del grup Goblin.

## Premis
- Nominació al premi al millor maquillatge per Tom Savini, per l'Acadèmia de cinema de ciència-ficció, fantàstic i de terror l'any 1980.
- Golden Screen l'any 1980.